# Matilde Pérez
Matilde Pérez Cerda (Santiago, 7 de diciembre de 1916-ibidem, 2 de octubre de 2014) fue una pintora, escultora y artista visual chilena, reconocida como pionera del arte cinético en América Latina. Su obra se caracterizó por la exploración de la abstracción geométrica, el movimiento y la percepción visual, desarrollando un lenguaje artístico que desafió las convenciones en el arte chileno del siglo XX.

## Biografía

### Primeros años y formación

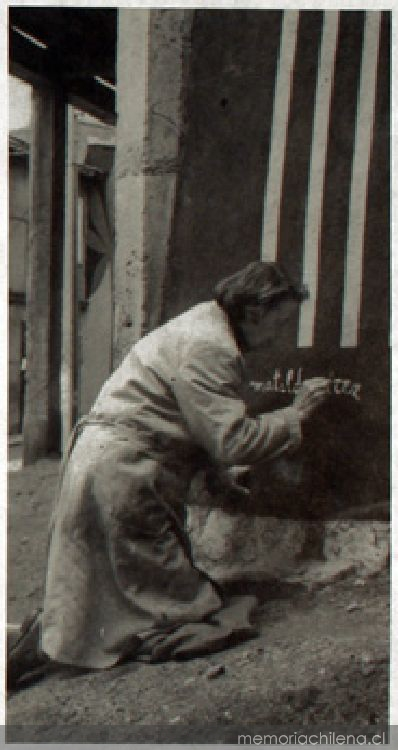
Matilde Pérez, mural Valparaíso, 1960

Matilde Pérez comenzó su formación artística en 1938 con clases particulares de pintura con Pedro Rezka. Al año siguiente ingresó a la Escuela de Bellas Artes de la Universidad de Chile, donde fue alumna de Pablo Burchard, Jorge Caballero y Laureano Guevara, este último con quien colaboró en murales.
Durante su etapa formativa incursionó en el arte figurativo, en el marco de la "generación del cuarenta". Más tarde, el aprendizaje del muralismo con Guevara la fascinó por la economía de formas y trabajo a gran escala.
Se casó con el también artista Gustavo Carrasco Délano con quien tuvo un hijo, Gustavo Carrasco Pérez, arquitecto.

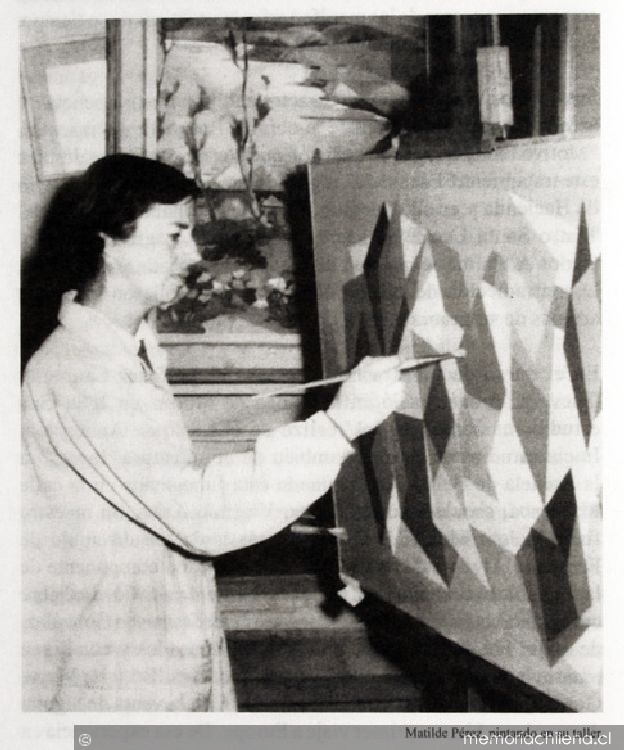
Matilde Pérez, pintando en su taller

### Trayectoria y desarrollo artístico
A fines de la década de 1940 comenzó su carrera como docente, primero en el colegio Dunalastair y luego en la Universidad de Chile. Fue profesora de dibujo, pintura y acuarela, y fundadora de una academia de artes plásticas en Providencia. A partir de 1951, se integró formalmente al cuerpo académico de la Escuela de Bellas Artes.
Su inquietud por los lenguajes visuales contemporáneos la llevó a formar parte del Grupo de los Cinco. Posteriormente, cofundó el Grupo Rectángulo, que se centró en la abstracción geométrica. Fue ahí donde comenzó a depurar forma y color como principios compositivos centrales.
En 1960, obtuvo una beca del gobierno francés para realizar una residencia en París, donde conoció al artista húngaro Víctor Vasarely, figura clave del op art. El encuentro con Vasarely y su vínculo con el Groupe de Recherche d’Art Visuel (entre ellos el argentino Julio Le Parc) fueron decisivos para su acercamiento al arte cinético. Vasarely la incentivó a permanecer en Francia, le entregó documentación como el Manifiesto Amarillo, y mantuvieron contacto hasta la muerte del artista en 1997
A su regreso a Chile, Pérez reafirmó su convicción de que su trabajo debía trascender la representación tradicional. Desde entonces, desarrolló un estilo visual enfocado en la experiencia perceptiva, incorporando movimiento aparente y real mediante dispositivos ópticos, estructuras móviles y el uso de electricidad en sus obras desde la década de 1970.
Entre 1970 y 1972, la Universidad de Chile la comisionó nuevamente para investigar sobre arte cinético en París. Más tarde fue nombrada profesora investigadora en la Escuela de Arquitectura y cofundó el Centro de Investigaciones Cinéticas en la Escuela de Diseño.
Pese a su bajo perfil, su obra fue redescubierta y revalorizada durante 2000 y 2010. En 2013, se realizó su mayor retrospectiva en la Fundación Telefónica: Matilde x Matilde, que reunió obra inédita, bocetos y material de trabajo.
Falleció en Santiago el 2 de octubre de 2014 a los 97 años debido a un paro cardiorrespiratorio.

## Estilo y legado
La obra de Matilde Pérez se caracterizó por una constante búsqueda de "lo que no se repite". Combinó diversos materiales, como acrílico, metal, papel, con el fin de generar obras dinámicas, tanto a través de ilusiones ópticas como del movimiento real. A partir de 1970, incorporó motores eléctricos para producir desplazamientos físicos en sus piezas
Sus trabajos invitaban a un compromiso activo del espectador, generando múltiples interpretaciones visuales. Fue una figura que desafió las restricciones de género y se posicionó como una artista moderna en una escena predominantemente masculina y tradicional.
Además de su obra visual, su rol como académica fue fundamental para formar nuevas generaciones y consolidar el arte abstracto y cinético en Chile. Su legado se refleja en la influencia que ejerció sobre artistas posteriores y en la visibilidad alcanzada en sus últimos años de vida.

## Obras destacadas
- Friso Cinético (1982): obra de 40 metros originalmente instalada en el centro comercial Apumanque. Para una remodelación posterior del inmueble, el frontis fue retirado, por lo que la obra se encuentra actualmente en el campus Lircay de la Universidad de Talca.[6][7]
- Túnel Cinético (1970): obra instalada en el Instituto Chileno-Norteamericano y reconstruida en su retrospectiva Matilde x Matilde.
- El Ojo Móvil (1999): retrospectiva en el Museo Nacional de Bellas Artes de Santiago.[3]
- Matilde x Matilde, Espacio Móvil (2013): exhibición en Fundación Telefónica que reunió textos, bocetos y material inédito.

## Premios y reconocimientos
- Premio Altazor de las Artes Nacionales (2004) en la categoría Grabado y Dibujo por Serigrafías.[8]
- Medalla Pablo Neruda (2005).[3]
- Premio Artes Visuales, Ministerio de Cultura (2006).[3]
- Participación en Lo(s) Cinético(s), Museo Reina Sofía, Madrid (2007).[3]
- Premio Municipal de Arte, Santiago (1997 y 1999).[3]
- Premio Academia (2013) otorgado por la Academia Chilena de Bellas Artes.[9]
- Orden al Mérito Pablo Neruda (2014).[10]